# Марусов, Яков Васильевич

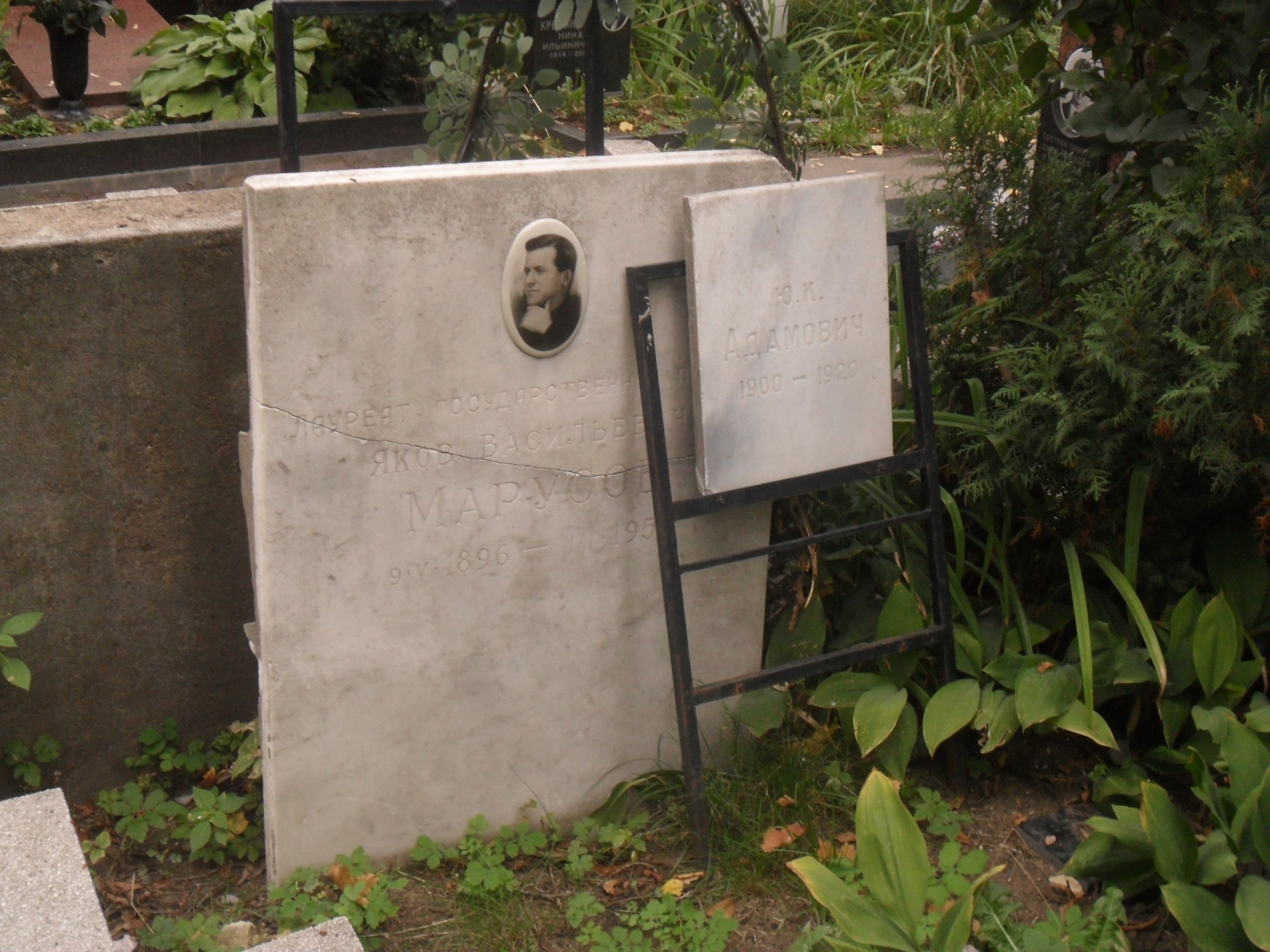
Могила Марусова на Новодевичьем кладбище Москвы.

Яков Васильевич Марусов (1896—1950) — советский инженер.

## Биография
Яков Марусов родился 9 мая 1896 года.
В годы Великой Отечественной войны Марусов работал начальником опытного участка миниатюрных и приборных подшипников 4-го ГПЗ в городе Куйбышев. При его активном участии завод добился высоких производственных показателей, предприятию всю войну присуждалось знамя Государственного комитета обороны, оно было награждено орденом Ленина.
Умер 1 января 1950 года. Похоронен в Москве на Новодевичьем кладбище (участок № 2)

## Награды
- Сталинская премия первой степени (1943) — за создание нового типа боевого корабля